# L'Odyssée du U 522
L’Odyssée du U 522 est le 19e album de la série Sophie de Jidéhem, paru en 1991. Il reprend la cinquante-sixième histoire des aventures de Sophie, publiée la même année dans le journal Spirou (no 2764 à no 2775).